# Diavographie
Diavographie ist der Name eines Edeldruckverfahrens. Der GEO-Fotograf Heinz Teufel war 1997 einer der Erfinder dieser Technik und der Namensgeber („Diavolo“ = italienisch für „Teufel“).
Zur Herstellung von Diavographien werden besondere digitale Farbdrucker benötigt, die die Farbpartikel durch elektrostatische Aufladung halten. Ein sogenannter „Dataträger“ nimmt dabei hochlichtechte Farbpigmente in einer höheren Dichte auf als Papier, es entsteht kein Druckraster.
Anschließend wird unter hoher Presskraft direkt vom Dataträger auf Büttenpapier gedruckt. Dabei entsteht eine UV-stabile, kratzunempfindliche und Chemikalien-resistente Oberfläche.
Die Haltbarkeit der Drucke ist für 50 Jahre zertifiziert. Die Dunkellagerfähigkeit soll bei über 100 Jahren liegen.
Die Frankfurter Allgemeine Zeitung bezeichnete die Diavographie als „perfektes Kunstdruckverfahren“.